# Klaus Immer
Klaus Immer (né le 9 mars 1924 à Manslagt et mort le 8 février 2022 à Altenkirchen) est un agriculteur et homme politique allemand (GVP, SPD).

## Biographie
Après avoir obtenu son diplôme d'études secondaires, Immer participe en 1944/45 en tant que soldat à la Seconde Guerre mondiale. Après la guerre, il arrive dans le Westerwald dans les années 1950, suit une formation agricole et étudie l'agriculture à l'Université rhénane Frédéric-Guillaume de Bonn.
De 1950 à 1952, il travaille comme gestionnaire de domaine et de 1952 à 1953 comme technicien-conseil. De 1953 à 1959, il est responsable de la jeunesse rurale pour l'Église évangélique de Rhénanie et à partir de 1959, il est chargé de cours et directeur de l'université populaire rurale d'Altenkirchen. Il (co)lance l'Académie évangélique de la jeunesse rurale à Altenkirchen.

## Politique
Immer est membre du GVP en 1952/53 et du SPD depuis 1957. Là, il représente l'association locale SPD Altenkirchen pendant 13 ans et en est le président d'honneur depuis 1997.
De 1964 à 1979, il est membre de la représentation officielle et plus tard du conseil municipal d'Altenkirchen, dont six ans en tant que porte-parole du groupe parlementaire, de 1989 à 1994 adjoint au maire et représentant du maire de la ville d'Altenkirchen, puis membre du conseil municipal. Il siège également pendant 30 ans au conseil d'arrondissement d'Altenkirchen.
Ever est député du Bundestag de 1972 à 1987. Lors de la septième législature (1972-1976), il représente la circonscription de Neuwied et lors des huitième, neuvième et dixième législatures (1976-1987), il est élu au Parlement via la liste d'État du SPD de Rhénanie-Palatinat.